# جواز سفر لوكسمبورغ
جواز سفر لوكسمبورغ هو وثيقة السفر الدولية التي تصدر لمواطني لوكسمبورغ، ويمكن أن الجواز أيضا دليلا على المواطنة اللوكسمبرجية. يستطيع حامل الجواز السفر دوليا، وجواز سفر لوكسمبورغ يسهل عملية تأمين المساعدة من موظفي القنصلية اللوكسمبورغية في الخارج أو غيرها من الدول الأعضاء في الاتحاد الأوروبي إذا كانت القنصلية اللوكسمبرجية غائبة، إذا لزم الأمر.
وفقًا لمؤشر هينلي لجوازات السفر لعام 2019 يمكن لمواطني لوكسمبورغ زيارة 187 دولة بدون تأشيرة أو بتأشيرة عند الوصول. ونشرت منظمة السياحة العالمية أيضًا تقريرًا في 15 يناير 2016 يصنف جواز سفر لوكسمبورغ الأول في العالم من حيث حرية السفر بمؤشر تنقل 160. يمكن لمواطني لوكسمبورغ العيش والعمل في أي دولة من دول الاتحاد الأوروبي، وأيسلندا وليختنشتاين والنرويج وسويسرا بسبب بند حرية التنقل الذي صدر في المادة رقم 21 من معاهدة الاتحاد الأوروبي.
كل مواطن لوكسمبورغي هو أيضا مواطن في الاتحاد الأوروبي. جواز السفر، بالإضافة إلى بطاقة الهوية الوطنية يسمح بحرية التنقل في أي من دول المنطقة الاقتصادية الأوروبية وسويسرا.
جوازات السفر الالكترونية اللوكسمبرجية صالحة لمدة خمس سنوات للأشخاص الذين يبلغلون 4 سنوات وأكثر، اما الأطفال تحت سن 4 سنوات فصلاحية جواز السفر هو سنتان فقط.